# Sakena Yacoobi
Sakena Yacoobi (Herat, 1957) è un'attivista afghana fondatrice e direttrice esecutiva dell'Afghan Institute of Learning (AIL), una ONG afgana guidata dalle donne che ha fondato nel 1995. È nota per il suo lavoro in difesa dei diritti dei bambini, delle donne e per l'istruzione. Ha ottenuto riconoscimenti internazionali per il suo lavoro tra i quali il Premio Opus 2013, il Premio WISE per l'Istruzione 2015, il Premio Harold W. McGraw, Jr. in Educazione nel 2016 e 6 lauree ad honorem, compresa la Princeton University.

## Biografia
Nata a Herat, in Afghanistan, è arrivata negli Stati Uniti negli anni '70 dove ha conseguito una laurea in scienze biologiche presso l'Università del Pacifico nel 1977 e un master in sanità pubblica presso la Loma Linda University. Prima di tornare a lavorare con la sua gente nel 1990 ha è stata docente presso la D'Etre University e consulente per la salute. Mentre lavorava con i rifugiati in Pakistan, ha pubblicato otto guide di formazione per insegnanti di lingua Dari. Durante questo periodo, è stata delegata dell'Agenzia di coordinamento per i soccorritori afghani (ACBAR) che lavorava alla parte educativa del Piano di riabilitazione delle Nazioni Unite per l'Afghanistan.
È co-fondatrice e vicepresidente di Creating Hope International, un'organizzazione no-profit con sede nel Michigan. Ha inoltre fondato imprese private in Afghanistan, tra cui 4 scuole, un ospedale e Radio Meraj a Herat.

## Afghan Institute of Learning
L'Afghan Institute of Learning è stato istituito per fornire formazione agli insegnanti, per sostenere l'istruzione e portare servizi sanitari alle ragazze e ai ragazzi delle zone rurali e povere delle città, alle donne e ad altri afghani poveri e diseredati.
AIL è stata la prima organizzazione a offrire diritti umani e formazione alla leadership delle donne afghane. Durante gli anni '90, quando i talebani hanno chiuso le scuole femminili, AIL ha sostenuto 80 scuole locali sotterranee per 3.000 ragazze. Dopo la sconfitta dei talebani, AIL è stata la prima organizzazione ad aprire centri di apprendimento per le donne afghane, un concetto ora ripreso da molte organizzazioni in tutto l'Afghanistan. Nel 2015, AIL ha aperto una clinica legale per fornire servizi legali gratuiti alle donne povere afghane. Ha ospitato conferenze di pace su larga scala in Afghanistan, usando la poesia del poeta afghano Rumi per insegnare lezioni di giustizia, diritti umani, buona cittadinanza e vivere armoniosamente.
Utilizzando le loro strategie di base e l'approccio olistico, AIL ora serve centinaia di migliaia di donne e bambini ogni anno attraverso programmi di formazione, centri di apprendimento, scuole e cliniche sia in Afghanistan che in Pakistan. Dal 1996, milioni di afghani hanno beneficiato dei programmi di educazione, formazione e salute dell'AIL.

## Riconoscimenti

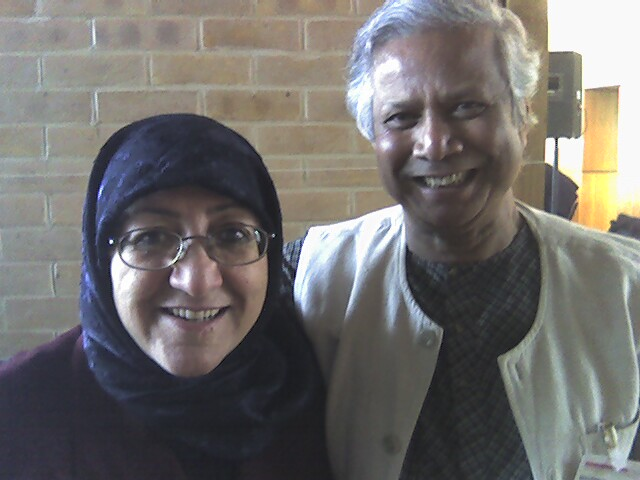
Sakena Yacoobi con il premio Nobel Muhammad Yunus

- 2001 - Premio Bill Graham della Fondazione Rex come riconoscimento per gli sforzi dell'Istituto afgano di apprendimento per aiutare i bambini vittime di oppressione politica e di violazioni dei diritti umani.
- 2003 - Premio per la Pace del Centro Tanenbaum for Interreligious Understanding.
- 2004 - Premio dei diritti delle donne della Fondazione Gruber.
- 2005 - Premio della democrazia del National Endowment for Democracy.
- 2005 - è tra le 1000 donne nominate per ricevere congiuntamente il Premio Nobel per la pace.
- 2006 - Premio per l'Imprenditoria Sociale della Skoll Foundation[7][8][9].
- gennaio 2007 - primo afghano (tra uomini e donne) ad essere nominato membro dell'associazione Ashoka.
- maggio 2007 - Laurea honoris causa in giurisprudenza presso l'Università del Pacifico per la sua leadership e il suo lavoro sui diritti umani per donne e bambini.
- dicembre 2007 - Premio da attivista dalla Harvard University.
- giugno 2008 - dottorato onorario di servizio umanitario della Loma Linda University in riconoscimento al suo contributo alla società.
- marzo 2009 - Premio Kravis Nonprofit Leadership per il suo lavoro[10][11][12].
- 2012 - Premio dei Bambini Mondi per il suo lavoro nella lotta per i diritti dei bambini ad essere educati[13].
- 2013 - ha ricevuto la somma di 1 milione di dollari al Premio Opus per gli eroi non celebrati[14][15]
- 2015 - Premio per l'Educazione WISE[16][17].
- 2016 - Premio Internazionale della Pubblica Istruzione Harold W. McGraw.
- 2016 - Premio Sunhak per la pace, insieme a Gino Strada (ed una somma di 1 milione di dollari)[18].
- 2017 - è tra le 100 donne dell'anno della BBC e fa parte della squadra di lotta contro l'analfabetismo femminile[19].

Oltre al suo lavoro con l'AIL Sakena è speaker per TED Women e in una serie di conferenze internazionali.